# Петничка пећина
Споменик природе Петничка пећина је споменик природе спелеолошко-хидролошког типа. Пећина се налази на 300 m од Истраживачке станице у Петници, насељеном месту на територији града Ваљева.

## Локација
Петничка пећина се налази у северозападном делу средишње Србије, ваљевској Подгорини, југоисточно од града Ваљева, на прелому крајњих планинских изданака „ваљевске греде“ у раван Ваљевске котлине и долину Колубаре. Територија општине Ваљево, граница атара села Клинци и Петница.

## Изглед пећине
У пећини и њеној непосредној околини пронађена су најстарија сведочанства о животу људи у западној Србији. Истраживање овог археолошког локалитета почело је у 19. веку када су прва истраживања обавили Јосиф Панчић и Јован Цвијић. Поред археолошке она поседује и велику спелеолошку и палеонтолошку вредност. Пећина се састоји од око 600m дугих канала и бројних одаја. Подељена је на два дела - Горњу и Доњу пећину. Доња је знатно мања од Горње, али има проходнији улаз. Из ње извире понорница Бања. Горња пећина је, пак, већих димензија и представља сплет одаја и канала. Њена најпространија одаја (Концертна дворана) има природно осветљење које потиче од два отвора („вигледи”) на таваници. Све ове особине, као и погодни климатски фактори, пружиле су идеалне услове за сигурно склониште људима и живот ретким животињским и биљним врстама.

## Археолошко-антрополошка истраживања
Археолошко-антрополошка истраживања спроведена 1969. године потврдила су да је археолошки локалитет који се налази испред улаза у Петничку пећину, прво комплетно неолитско станиште у Југославији, старо 6000 година. На другом локалитету, у самој пећини, откривено је огњиште, кости пећинског медведа, хијене, срндаћа, али и делови војничке опреме из периода Римљана (укључујући и коцкице за игру), остаци средњовековних збегова локалног становништва и др. Најчешће ископине испред пећине су бројна оружја и остаци керамичких посуда којима су се служили неолитски људи. И поред великог броја артефаката, ово налазиште још увек није потпуно истражено и стални је предмет интересовања програма археологије у Истраживачкој станици, али и стручњака из свих крајева Југославије и иностранства.
На месту Бела стена, на око 5 km од Петнице су откривени уљни шкриљци и богато налазиште фосилних биљних и животињских остатака из ранијих геолошких епоха. Недавно је, захваљујући стручњацима ИС Петница и уз помоћ румунских палеонтолога, један од фосила идентификован као до сада непозната и нова врста пеликана - српски пеликан (Pellicanus serbica). Занимљиво је да је географ Јован Цвијић још двадесетих година прошлог века предлагао да Универзитет у Београду направи центар за теренску праксу својих студената управо у Петници, образлажући то изванредним природним и историјским окружењем на малом простору и добром саобраћајном позицијом. Цвијић је сматрао да је околина Петничке пећине идеална за оснивање установе при тадашњој Високој школи у којој би се млади окупљали и бавили науком.
У пећини је пронађена подземна римска гробница.

## Режим заштите
Споменик природе „Петничка пећина“ обухваћена је II (другим) степеном заштите.

## Управљач
Управљач заштићеног подручја Споменика природе Петничка пећина је АД "Слога" из Ваљева.